# Kỳ Tháp Đặc
Kỳ Tháp Đặc (chữ Hán: 奇塔特; 1620 – 1653), Bác Nhĩ Tế Các Đặc, là người đứng đầu Khoa Nhĩ Thấm trong những năm đầu nhà Thanh.

## Cuộc đời
Kỳ Tháp Đặc là cháu đời thứ 19 của Thành Cát Tư Hãn, con trai của Sách Nạp Mục (索纳穆) – cháu trai của Hòa Thạc Đạt Nhĩ Hán Thân vương Mãn Châu Tập Lễ. Sinh mẫu của ông là Hòa Thạc Phúc phi – thân mẫu Hiếu Đoan Văn Hoàng hậu. Sách Nạp Mục là con trai của Trung Thân vương Trại Tang, là cháu nội Hòa Thạc Phúc Thân vương Mãng Cổ Tư. Sau khi thân phụ Hiếu Đoan Văn Hoàng hậu là Mãng Cổ Tư qua đời trong khoản những năm 1623 – 1626, Đại phi bị Sách Nạp Mộc thu kế. Sau đó, Sách Nạp Mục theo Hoàng Thái Cực xuất chinh, qua đời trong Trận Kỷ Tị.
Năm Thiên Thông thứ 7 (1633), Đa Đạc hướng Hoàng Thái Cực thỉnh cầu cưới con gái của Đại phi tức Kế Phúc tấn Đạt Triết (達哲). Mẹ ông cũng nhân dịp đó thỉnh cầu muốn cưới con gái Hoàng Thái Cực cho Kỳ Tháp Đặc. Năm thứ 8 (1634), Hoàng nữ thứ ba của Hoàng Thái Cực (tức Cố Luân Tĩnh Đoan Trưởng Công chúa), do chị của Kỳ Tháp Đặc là Hiếu Đoan Văn Hoàng hậu sinh được chỉ hôn cho ông. Năm Sùng Đức thứ 4 (1639), chính thức thành hôn, ông được phong Cố Luân Ngạch phò (固伦额驸). Năm thứ 8 (1643), Ngạch phò đến triều bái Thái Tông. Năm Thuận Trị thứ 6 (1649), vì cha Ngạch phò là Sách Nạp Mục tòng chinh có công, Kỳ Tháp Đặc được phong Đa La Quận vương, hào xưng Khoa Nhĩ Thấm Quận vương, được Thế tập võng thế. Năm thứ 8 (1651), tháng 2, ông qua đời. Lúc này Công chúa mới 23 tuổi.

## Gia quyến
- Chính thê: Cố Luân Tĩnh Đoan Trưởng Công chúa.
- Con trai: Ngạch Nhĩ Đức Ni (额尔德尼), tập tước Khoa Nhĩ Thấm Quận vương.